# Schomburgkia
Schomburgkia là một chi thực vật có hoa trong họ Lan.